# Taylor Henderson
Taylor James Henderson (Ceres, 23 marzo 1993) è un cantante australiano.

## Biografia
Taylor Henderson è diventato noto dopo aver partecipato a Australia's Got Talent, dove è finito terzo, e a X Factor, dove si è classificato secondo. Ha pubblicato due album in studio sotto la divisione australiana della Sony Music, il disco eponimo (2013) e Burnt Letters (2014), entrambi arrivati al vertice delle ARIA Charts. I due LP sono stati certificati rispettivamente disco d'oro (35 000) e di platino (70 000) dalla Australian Recording Industry Association. Taylor Henderson contiene anche la hit numero uno e doppio platino Borrow My Heart, candidata per un ARIA Music Award alla canzone dell'anno.

## Discografia

### Album in studio
- 2013 – Taylor Henderson
- 2014 – Burnt Letters

### Singoli
- 2014 – When You Were Mine
- 2016 – Light Up the Dark
- 2019 – Moving On

## Tournée
- 2014 – The Dawn Tour
- 2014 – Burnt Letters Tour
- 2016 – Acoustic Tour
- 2018/19 – Love Somebody Tour